# Cong Xuedi
Dans ce nom chinois, le nom de famille, Cong, précède le nom personnel.
Cong Xuedi (en chinois : 丛学娣), née le 13 mai 1963 à Shanghai, est une joueuse chinoise de basket-ball.

## Carrière
Avec l'équipe de Chine de basket-ball féminin, elle est médaillée de bronze aux Jeux olympiques d'été de 1984, médaillée d'or aux Jeux asiatiques de 1986 et médaillée d'argent aux Jeux olympiques d'été de 1992.